# العلاقات البيروية الليبية
العلاقات البيروفية الليبية هي العلاقات الثنائية التي تجمع بين بيرو وليبيا.

## مقارنة بين البلدين
هذه مقارنة عامة ومرجعية للدولتين:
| وجه المقارنة                                              | بيرو                                   | ليبيا                                       |
| --------------------------------------------------------- | -------------------------------------- | ------------------------------------------- |
| المساحة (كم2)                                             | 1.29 مليون                             | 1.76 مليون                                  |
| عدد السكان (نسمة)                                         | 32.16 مليون                            | 6.37 مليون                                  |
| الكثافة السكانية (ن./كم²)                                 | 24.93                                  | 3.62                                        |
| العاصمة                                                   | ليما                                   | طرابلس                                      |
| اللغة الرسمية                                             | اللغة الإسبانية، اللغة الأيمرية، كتشوا | اللغة العربية، اللغة العربية الفصحى الحديثة |
| العملة                                                    | سول بيروفي جديد                        | دينار ليبي                                  |
| الناتج المحلي الإجمالي (بليون دولار)                      | 211.39 مليار                           | 50.98 مليار                                 |
| الناتج المحلي الإجمالي (تعادل القوة الشرائية) بليون دولار | 393.13 مليار                           | 69.32 مليار                                 |
| الناتج المحلي الإجمالي الاسمي للفرد دولار أمريكي          | 6.03 ألف                               |                                             |
| الناتج المحلي الإجمالي للفرد دولار أمريكي                 | 11.99 ألف                              | 15.60 ألف                                   |
| مؤشر التنمية البشرية                                      | 0.740                                  | 0.724                                       |
| رمز المكالمات الدولي                                      | +51                                    | +218                                        |
| رمز الإنترنت                                              | .pe                                    | .ly                                         |
| المنطقة الزمنية                                           | توقيت بيرو، 00                         | ت ع م+02:00، توقيت شرق أوروبا               |

## منظمات دولية مشتركة
يشترك البلدان في عضوية مجموعة من المنظمات الدولية، منها:
| علم المنظمة | اسم المنظمة                        | تاريخ انضمام بيرو | تاريخ انضمام ليبيا |
| ----------- | ---------------------------------- | ----------------- | ------------------ |
|             | وكالة ضمان الاستثمار متعدد الأطراف | 2 ديسمبر 1991     | 5 أبريل 1993       |
|             | منظمة الشرطة الجنائية الدولية      | ?                 | ?                  |
|             | منظمة حظر الأسلحة الكيميائية       | ?                 | ?                  |
|             | الأمم المتحدة                      | 31 أكتوبر 1945    | 14 ديسمبر 1955     |
|             | مؤسسة التمويل الدولية              | 20 يوليو 1956     | 18 سبتمبر 1958     |
|             | يونسكو                             | 21 نوفمبر 1946    | 27 يونيو 1953      |
|             | مؤسسة التنمية الدولية              | 30 أغسطس 1961     | 1 أغسطس 1961       |
|             | البنك الدولي للإنشاء والتعمير      | 31 ديسمبر 1945    | 17 سبتمبر 1958     |
|             | الاتحاد البريدي العالمي            | ?                 | ?                  |
|             | الاتحاد الدولي للاتصالات           | 12 يوليو 1915     | 3 فبراير 1953      |

## وصلات خارجية
- موقع وزارة الخارجية البيروفية
- موقع وزارة الخارجية الليبية